# DPG Media
DPG Media is een Belgische mediagroep en het grootste mediaconglomeraat van zowel België als Nederland. Het eigenaarschap van DPG Media is voornamelijk in handen van de Belgische familie Van Thillo.
Bekende merken van DPG Media in België zijn Het Laatste Nieuws, VTM en De Morgen, en in Nederland het AD, de Volkskrant en Trouw.

## Bedrijfsonderdelen

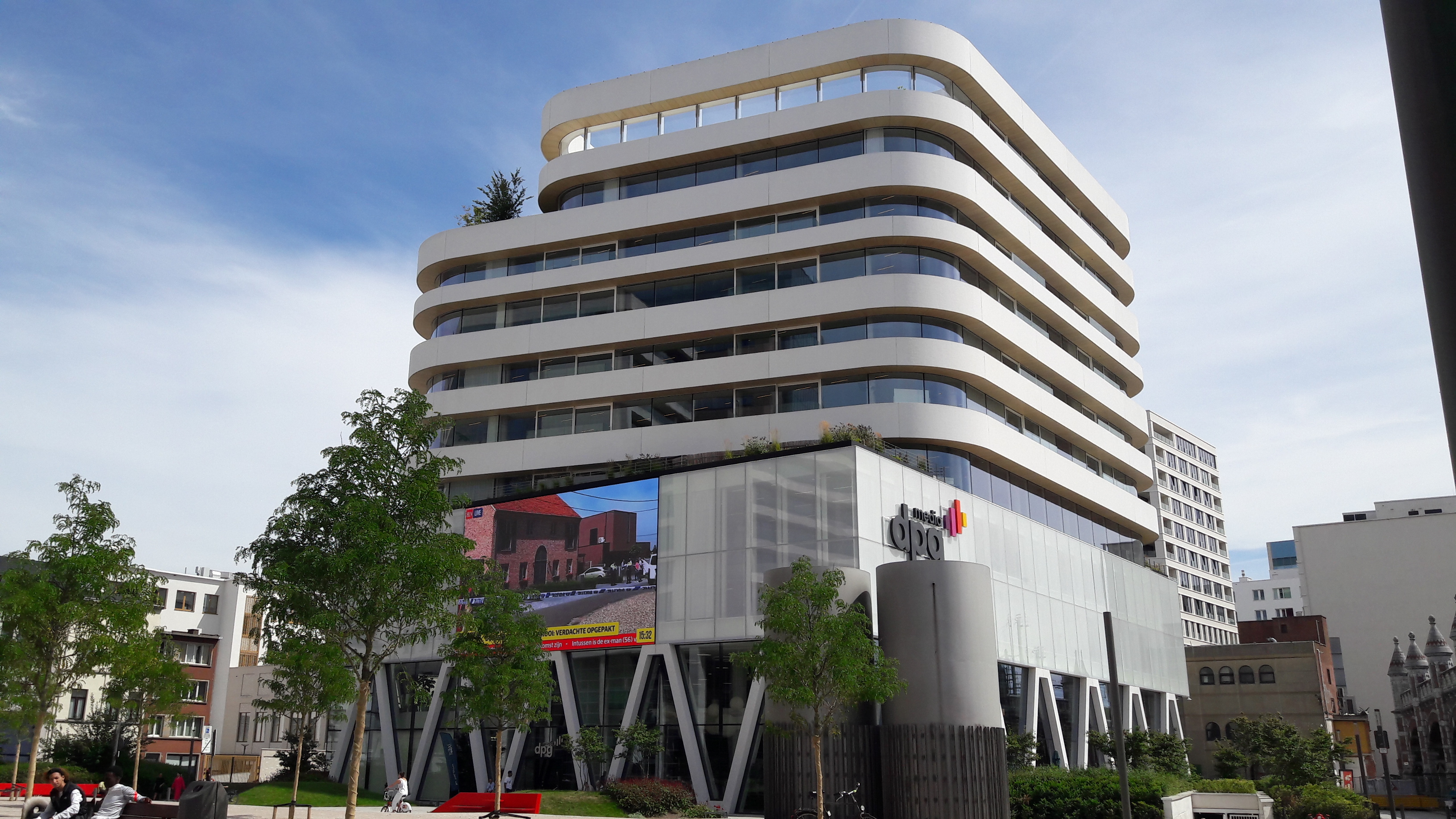
DPG Media Group hoofdkantoor in Antwerpen

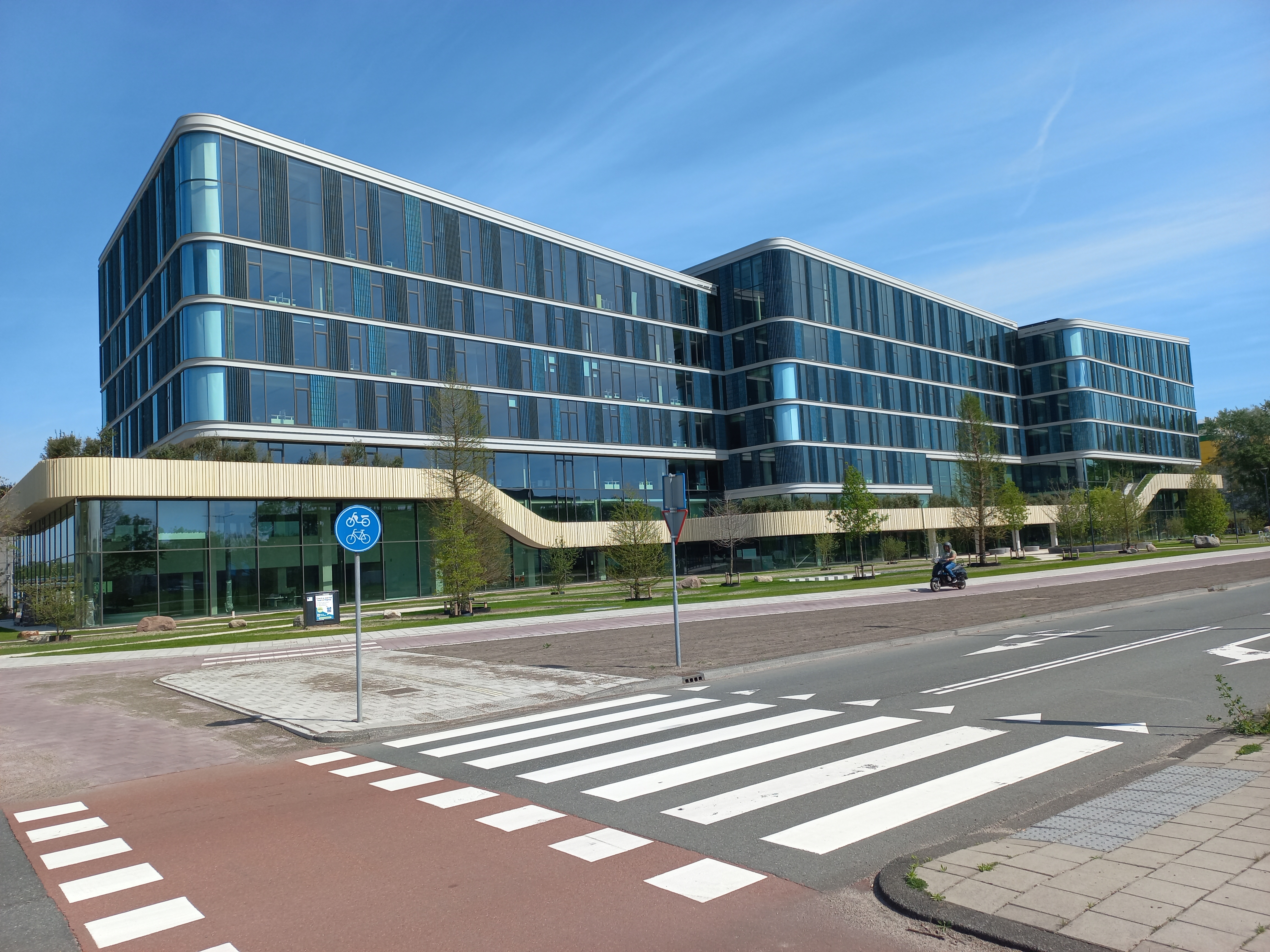
DPG Media Nederland aan de Van der Madeweg 40, Amsterdam-Duivendrecht

De DPG Media Group (DPG staat voor De Pers Groep) bestaat uit drie nationale dochterondernemingen:

### DPG Media België
DPG Media België werd opgericht op 1 januari 2019, op het moment waarop Medialaan en de Persgroep Publishing samengevoegd werden tot één organisatie. Het bedrijf is actief op het gebied van televisie, radio, kranten, tijdschriften en online diensten. In 2023 werd in dit land een omzet behaald van 706 miljoen euro en er werkten 1446 mensen.

### DPG Media Nederland
DPG Media Nederland is het mediabedrijf in Nederland. Na de fusie van Medialaan en de Persgroep Publishing tot DPG Media België werd de Nederlandse tak De Persgroep Nederland hernoemd tot DPG Media Nederland. In 2020 nam het bedrijf de Nederlandse activiteiten van Sanoma Media Netherlands over. Het bedrijf is ook actief op het vlak van radio, kranten, tijdschriften en online diensten in Nederland. Nederland is de grootste markt, in 2023 werd hier een omzet behaald van 1118 miljoen euro en er werkten 3731 mensen, dat was 65% van het totaal.

### DPG Media Denemarken
DPG Media Denemarken was een relatief kleine activiteit met in 2023 een omzet van 104 miljoen euro. In 2015 kocht DPM Media belangen in dit land inclusief een van de oudste dagbladen ter wereld, Berlingske. Op 3 december 2024 werd bekend dat de Noorse mediagroep Amedia de Deense activiteiten heeft overgenomen.

## Eigenaarschap
Volgens cijfers van de Vlaamse Regulator voor de Media was in 2022 98,91% van DPG Media in handen van de holding Epifin, die op zijn beurt gecontroleerd wordt door de STAK Epifin, een Stichting Administratiekantoor naar Nederlands recht. Door het gebruik van deze constructie blijven de aandeelhouders verborgen, maar algemeen wordt aangenomen dat verschillende telgen van de familie Van Thillo de belangrijkste begunstigden zijn.

## Geschiedenis

### 1987–2002: Vorming in Vlaanderen
In 1987 verwierf de familie Van Thillo, toen al de uitgevers van de tijdschriften Joepie (1973) en Dag Allemaal (1984), 66 procent van de aandelen van het Vlaamse uitgeversbedrijf Hoste NV, uitgever van de krant Het Laatste Nieuws en het blad Blik. In 1990 werden de overige aandelen overgenomen en de naam van het bedrijf werd veranderd in De Persgroep. Het bedrijf had al in 1989 de Vlaamse krantenuitgever De Nieuwe Morgen aangekocht, waardoor het eigenaar werd van een tweede krant, De Morgen.
Ook in 1987 was De Persgroep een van de negen uitgevers betrokken bij de stichting van de Vlaamse Televisie Maatschappij (VTM), de eerste en belangrijkste commerciële televisiezender in Vlaanderen. De zender werd gelanceerd op 1 februari 1989. Elke uitgever had oorspronkelijk 11,1 procent van de aandelen van het nieuwe bedrijf in bezit. Op 30 januari 1995 lanceerde de Vlaamse Televisie Maatschappij een tweede tv-kanaal, Ka2 (nu VTM 2).
In 1992 lanceerde De Persgroep Goed Gevoel, het eerste tijdschrift van de groep. In 1995 verscheen het eerste nummer van showbizzmagazine TV Familie. In november 2001 om 6 uur 's ochtends ging radiozender Qmusic live met de Deckers & Ornelis Ochtendshow.
In 2002 breidde De Persgroep zijn activiteiten uit met uitgeven van boeken en verdeling van dvd's.

### 2002–2013: Uitbreiding naar Nederland
In 2003 nam De Persgroep de noodlijdende Amsterdamse stadskrant Het Parool over, daarmee de Nederlandse markt betredend. In augustus 2003 ging HLN.be online. In december 2004 was de website met maandelijks 700.000 unieke bezoekers de meestbezochte nieuwspagina van België.
Op 23 mei 2005 nam De Persgroep het Nederlandse radiostation Noordzee FM over en hernoemde de zender tot Q-music. In hetzelfde jaar bundelde De Persgroep zijn krachten met de Waalse mediagroep Groupe Rossel, om Editco te kunnen overnemen, de uitgever van de Franstalige zakenkrant l'Echo. In 2005 kochten de twee groepen ook Uitgeverij De Tijd, uitgever van De Tijd, de Vlaamse evenknie van l'Echo. Editco en Uitgeverij De Tijd fusioneerden en werden Mediafin, waarbij De Persgroep en Groupe Rossel allebei een belang van 50% in de onderneming hadden.
In 2007 werd het radiostation 4FM overgenomen door VVMa (Medialaan). In 2009 werd het station hernoemd tot Joe. Datzelfde jaar startte VMMA met het telco-merk JIM Mobile, samen met KPN.
In 1994 nam de Perscombinatie (uitgever van de Volkskrant, Trouw en Het Parool) een meerderheidsaandeel over in Meulenhoff & Co. Perscombinatie Meulenhoff werd gerebrand tot PCM Publishing en het uitgeven van kranten en boeken werd de kernactiviteit. Laat in 1995 nam PCM de Nederlandse Dagbladunie over (uitgever van TVNZ en het Algemeen Dagblad) en zo werd het bedrijf uitgever van vier van de vijf nationale kranten, vier regionale titels en huis-aan-huisbladen in de Randstad. PCM verkocht zijn aandeel in Het Parool aan De Persgroep in 2002, wat de eerste buitenlandse investering van De Persgroep was.
PCM werd in 2004 overgenomen door de in Groot-Brittannië gezetelde investeringsgroep Apax Partners. In 2005 werden het Algemeen Dagblad en vier regionale kranten ondergebracht bij AD New Media bv, waarbij PCM een aandeel van 63 procent in de onderneming had.
In juli 2009 verwierf De Persgroep een meerderheidsaandeel in PCM Publishing, waarbij het de dochteronderneming hernoemde tot De Persgroep Nederland. Aan de hoofdacquisitie waren een aantal transacties verbonden. In juli 2009 verkocht De Persgroep Nederland de huis-aan-huisbladen (PCM Local Media) aan Wegener. Kort daarna nam De Persgroep Nederland het aandeel van 37 procent over dat Wegener had in AD New Media BV. De overname hield ook de drukkerij van Wegener in Den Haag in. Vervolgens verkocht De Persgroep Nederland in 2009 NRC Handelsblad en nrc.next voor 70 miljoen euro aan Egeria en de uitgeverseenheid Algemene Boeken van PCM aan WPG Uitgevers en Lannoo.
In 2012 nam De Persgroep Nederland VNU Media over, een Nederlandse uitgever van tijdschriften en online tools voor professionals, vooral in de sectoren van recruitment en employment. In 2013 nam De Persgroep de autowebsite Autotrack over van Wegener en verstevigde het zo zijn digitale portfolio in Nederland.

### 2014–2018: Overname van Mecom en Medialaan

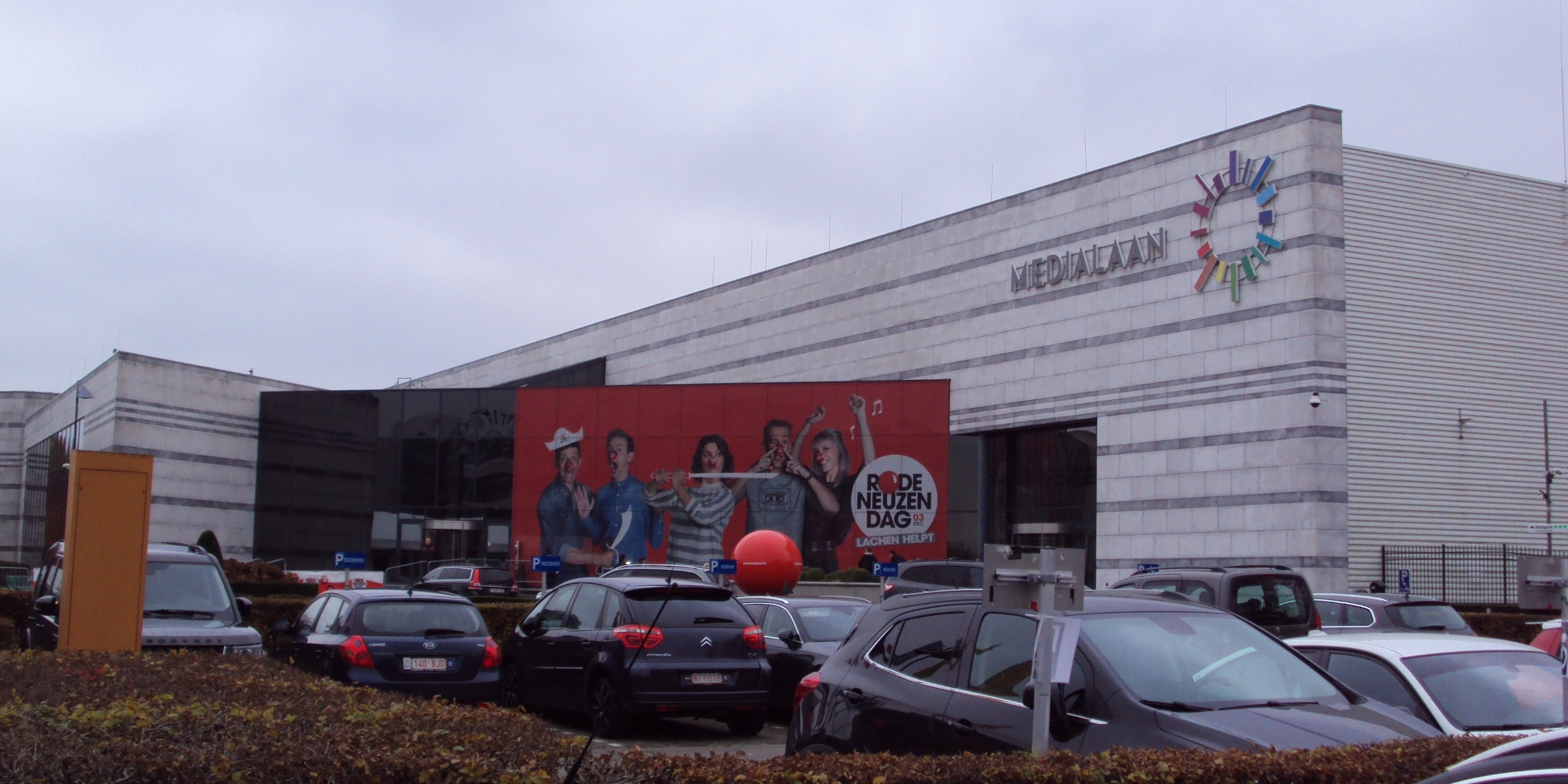
Voormalig Medialaan-gebouw dat dienst doet als afdeling audiovisuele activiteiten van DPG Media

In februari 2014 wordt de Vlaamse Media Maatschappij (VMMa) hernoemd tot Medialaan, een knipoog naar het adres waar het hoofdkantoor stond.
De Persgroep nam Mecom Group over in 2014 en voegde hierdoor Wegener, uitgever van regionale kranten in Nederland, toe. De overname hield ook Berlingske Media in, een Deense mediagroep in het bijzonder bekend voor de Berlingske krant, een van de oudste kranten, en de populaire tabloidkrant B.T. De Persgroep verkocht Midtjyske Media, de regionale krantendivisie van Berlingske Media, aan Jutland Funen Media in 2015.
In 2015 verkocht de Belgische divisie van Sanoma vier tijdschriften (Humo, Story, TeVe-Blad en Vitaya Magazine) aan De Persgroep. Vitaya Magazine werd samengevoegd met een andere titel van De Persgroep, Goed Gevoel, in februari 2017. De Persgroep breidde zijn tijdschriftenaandeel verder uit toen het Cascade kocht, uitgever van de bladen Primo, Eos, Bahamontes, Motoren & Toerisme en For Girls Only, van de Nederlandse mediagroep Audax Groep in 2018. Op 30 april 2019 sloot het bedrijf twee afzonderlijke deals, waarbij drie van de voormalige Cascadetitels, Bahamontes, Motoren & Toerisme en For Girls Only, door een nieuw bedrijf, de Deeluitgeverij, werden overgenomen en een vierde, populairwetenschappelijke titel, Eos, werd verkocht aan de nieuwe vzw Eos Wetenschap.
In 2016 voerde De Persgroep verschillende overnames uit in Nederland. Nu deel van zijn portfolio: de website Hardware.info, B2B marketingbedrijf Synpact, en online videoplatform MyChannels. In België nam De Persgroep de financiële vergelijkingswebsite Spaargids.be over. Met virtuele netwerkoperator Mobile Vikings werd een bijkomend telecommerk binnengebracht.
In 2016 introduceerde De Persgroep het platform (website en app) Topics.Een abonnee van een van de kranten van De Persgroep kreeg dan ook toegang tot de andere kranten van De Persgroep, zowel Nederlandse als Belgische titels, enigszins vergelijkbaar met het Blendle-platform dat twee jaar eerder was opgericht. In 2022 werd het platform stopgezet wegens te weinig gebruik. Voormalige gebruikers van Topics kregen daarna wel een e-mailnieuwsbrief onder de titel "Uit andere media" met een selectie van links naar DPG Media-artikelen. In 2022 stapte DPG Media uit het Blendle-initiatief.
In 2017 kocht De Persgroep Medialaan, het moederbedrijf van VTM, van Roularta en verhoogde zo de groep zijn aandeel tot 100%. Roularta kreeg een aandeel van 50% in Mediafin en 217,5 miljoen euro. Dit maakte van De Persgroep de enige eigenaar van Medialaan. Het bedrijf voegde Medialaan samen met de kranten- en tijdschriftholdings in België. Om die verandering te weerspiegelen, veranderde de naam van de Belgische Holdings in Medialaan - De Persgroep Publishing.
In 2017 nam De Persgroep Reclamefolder.nl over in Nederland. In 2018 kocht De Persgroep het tijdschrift Primo en prijsvergelijkingswebsites Independer en Mijnenergie.

### 2019–2024: DPG Media en veranderingen in management
Op 23 mei 2019 veranderde Medialaan - De Persgroep Publishing zijn naam in DPG Media.
Op de banen- en automobielmarkten bundelde DPG Media zijn krachten met Mediahuis. De online platformen AutoTrack.nl en GasPedaal.nl (Mediahuis) werden de joint venture Automotive MediaVentions. Op de banenmarkt werden Vacature.com (DPG Media) en Jobat.be (Mediahuis) samengevoegd tot Jobat, de nieuwe referentie op de Belgische rekruteringsmarkt.
In december 2019 kondigde DPG Media de overname aan van alle Nederlandse assets van het Finse media- en uitgeversbedrijf Sanoma, waarmee het eigenaar werd van de tijdschriften Libelle en vtwonen en het nieuwsplatform NU.nl. Sanoma's Belgische unit was ook inbegrepen in de overname. De unit was al gestript nadat de jaren ervoor veel van de merken en bedrijven aan DPG Media en Roularta waren verkocht, waardoor het exclusief uitgever van home- en deco-bladen werd. De transactie werd goedgekeurd op 10 april 2020 door de Nederlandse Autoriteit Consument en Markt en werd effectief op 20 april.
Op 1 maart 2020 trad Christian Van Thillo af als CEO van het bedrijf, een rol die hij 30 jaar lang had vervuld. Zijn opvolger was Erik Roddenhof, die voordien de Belgische en Nederlandse delen van het bedrijf managede. Roddenhof zou de Nederlandse divisie blijven leiden, bovenop zijn taken als CEO van de volledige groep. Kris Vervaet en Anders Krab-Johansen blijven de CEO's van respectievelijk de Belgische en de Deense divisies. Van Thillo werd de gedelegeerd bestuurder van de raad van bestuur en leidde in die hoedanigheid de strategie van de groep, het overnamebeleid en de ontwikkeling van de mediamerken binnen de groep.
Op 1 juni 2021 werd de overname van telecomoperator Mobile Vikings door Proximus goedgekeurd door de Belgische Mededingingsautoriteit. Aan het einde van die maand werd bekend dat DPG Media, in samenwerking met uitgever Groupe Rossel, een akkoord had bereikt met de RTL Group voor de overname van RTL Belgium. Onder andere de televisiezenders RTL-TVI, Club RTL en Plug RTL maakten onderdeel uit van de overeenkomst, evenals radiozender Radio Contact. Op 31 maart 2022 werd de overname definitief afgerond en werden DPG Media en Groupe Rossel elk voor 50% aandeelhouder van RTL Belgium.
In juli 2023 bemachtigde DPG Media een tweede FM-pakket in Nederland, waardoor het naast Qmusic nog een zender op een landelijke FM-frequentie kon gaan uitzenden. Dit werd Joe. De herverdeling van de FM-pakketten zouden per 1 september 2023 in gaan.

#### Verkoop activiteiten in Denemarken
In het najaar van 2024 werd bekend dat DPG Media haar Deense activiteiten, sinds 2015 onderdeel van het bedrijf, wilde verkopen. Hiertoe behoort onder andere een van de oudste dagbladen ter wereld, Berlingske. Op 3 december 2024 werd bekend dat de Noorse mediagroep Amedia de Deense activiteiten heeft overgenomen van DPG Media.

### 2023–heden: Overname RTL Nederland
DPG Media maakte op 15 december 2023 bekend voornemens te zijn RTL Nederland – met onder andere televisiezenders RTL 4, RTL 5 en streamingsdienst Videoland – over te nemen voor een bedrag van 1,1 miljard euro. RTL Nederland zou aan DPG Media worden toegevoegd als nieuwe divisie die wordt geleid door RTL's huidige CEO Sven Sauvé. Er werd in februari 2024 officieel toestemming gevraagd aan de ACM, die in mei van dat jaar liet weten nog verder onderzoek te willen doen. Vervolgens volgde in juli van datzelfde jaar de vergunningsaanvraag door DPG Media bij de ACM. Onder andere Mediahuis, Talpa Network en het ANP hadden bezwaar aangetekend tegen de overname. Een beslissing werd pas in 2025 verwacht. Bij de presentatie van de kwartaalcijfers in maart 2025 deelde de RTL Group de verwachting dat de overname in het tweede kwartaal van 2025 zou worden afgerond. De overname werd, na goedkeuring in juni 2025, met ingang van 1 juli 2025 bekrachtigd.

## Merken
DPG Media is vanaf december 2023 actief in België en Nederland. Het mediabedrijf voert onder andere merken in televisie, radio, nieuws, tijdschriften en online diensten.

### DPG Media België

#### Televisie
- Vlaanderen:
  - Lineair: VTM • VTM 2 • VTM 3 • VTM 4 • VTM Life • VTM GOLD • Qmusic TV
  - Streaming: Streamz (samen met Telenet) • VTM GO
- Wallonië:
  - Lineair: RTL TVI (50%) • RTL Club (50%) • RTL Plug (50%)
  - Streaming: RTL Play (50%)

#### Radio
- Vlaanderen:
  - Joe • Qmusic • Willy
- Wallonië:
  - Bel RTL (50%) • Mint (50%) • Radio Contact (50%)

#### Nieuws
- Vlaanderen:
  - De Morgen • HLN • VTM Nieuws
- Wallonië:
  - 7sur7 • RTL Info (50%)

#### Magazines
- Dag Allemaal • DM Magazine • Goed Gevoel • Humo • Nina • Primo • Story • TeVe-Blad • TV Familie

#### Online diensten
- Independer • JOBAT • Livios • Mijn energie • Spaargids.be • Tweakers

### DPG Media Nederland

#### Televisie
- Lineair: RTL 4 • RTL 5 • RTL 7 • RTL 8 • RTL Z
- Digitaal: RTL Crime • RTL Lounge • RTL Telekids
- Streaming: Videoland

#### Radio
- Joe • Qmusic

#### Nieuws
- Landelijke kranten: AD • De Volkskrant • Trouw
- Regionale kranten: BN DeStem • Brabants Dagblad • De Gelderlander • De Stentor • ED • Het Parool • PZC • Tubantia
- Landelijk overig: Buienradar • De Ondernemer • Editie NL • NU.nl • RTL Nieuws • RTL Weer • RTL Z • Sportnieuws.nl • Topics

#### Magazines
- AutoWeek • AutoWeek GTO • Bladcadeau • Donald Duck • Eigen Huis & Interieur • Flair • Flow • Kidsweek • Libelle • Margriet • Ouders van nu • Stijlvol Wonen • Story • Totaal TV • Veronica Superguide • vtverbouwen • vtwonen • vtwonen Landelijke Stijl • Zo Zit Dat

#### Online diensten
- AutoTrack • autowereld.nl • BusinessWise[44] • gaspedaal.nl • Hardware Info • hettestpanel.nl • indebuurt • Independer • Intermediair • Kiosk.nl • Leukstetickets.nl • Lossebladen.nl • My Channels • Nationale Vacaturebank • reclamefolder.nl • Tijdschrift.nl • Tweakers • mijnenergie.be

#### Overig
- Ad Alliance • Aldipress • BrunoPress • Panel Inzicht • Pro Shots • RTL Thuis & Uit

## Kritiek
In februari 2025 ontving DPG Media de Big Brother Awards Expertprijs 2024 voor het dagelijks tracken en profileren van miljoenen nieuwsconsumenten, zonder dat dit op een duidelijke en eerlijke manier werd uitgelegd. Zo zette DPG Media misleidende cookiewalls in om toestemming af te dwingen. De expertjury nam het DPG Media kwalijk dat zij voor de meest privacyonvriendelijke werkwijze koos, terwijl er "uitstekende alternatieven bestaan voor advertenties die geen of heel beperkt persoonlijke gegevens gebruiken, zoals advertenties op basis van de inhoud van een artikel".
De prijs werd in ontvangst genomen door de Chief Digital Officer van DPG Media. In zijn reactie benadrukte hij dat DPG Media investeert in het verantwoord gebruik van de data van haar mediagebruikers, en dat zij de maatschappelijke verantwoordelijkheid voelt om zich hierin te onderscheiden van de grote internationale techspelers. Kern van de rechtvaardiging van het gebruik van de data is het verdienmodel van online media, dat onder druk staat: "kwaliteitsjournalistiek kost namelijk geld en we willen dat iedereen in Nederland in de toekomst toegang blijft houden tot betaalbare, of zelfs gratis, journalistiek".